# لومن ثانیه
در نورسنجی لومن ثانیه یا تالبوت (انگلیسی: Lumen second) به اختصار (lm s یا lm⋅s) یک یکای فرعی اس‌آی برای انرژی نور است.
این یکا بر پایهٔ لومن (یکا), یکای ای‌اس‌آی شار نوری، و ثانیه، یکای اصلی اس‌آی زمان است.

## تالبوت
گاهی لومن ثانیه تالبوت talbot (با نشان اختصاریT) هم شناخته می‌شود.
این نام در سال ۱۹۳۷ میلادی توسط کمیتهٔ رنگ‌سنجی توسط جامعهٔ نورسنجی آمریکا به افتخار عکاس هنری فاکس تالبوت مسکوک شد. یک تالبوت دقیقاً برابر با یک لومن بر ثانیه است.
1 T = 1 lm⋅s
استفاده از نشان T با نشان T برای تسلا (یکا) اشتباه گرفته می‌شود.